# Народна Република Кампућија
Народна Република Кампућија (кмер. Sathearanakrath Pracheameanit Kampuchea) је била социјалистичка држава, коју су 1979. године основали припадници Фронта народног спаса, након збацивања Црвених Кмера од стране вијетнамске армије. НР Кампућија током свог постојања није успела да стекне међународно признање, док су Уједињене нације и даље легитимном сматрали коалициону владу Пола Пота. Име државе је 1989. године промењено у Држава Камбоџа с циљем да власт на тај начин стекне више симпатија у свету. Године 1991, владајућа структура напустила је марксизам-лењинизам као званичну државну идеологију. НР Кампућија је током свог постојања била окарактерисана као марионетска држава Вијетнама.

## Историјска позадина
Вијетнам је био главни савезник Црвених Кмера током борбе за власт у грађснском рату од 1970. до 1975. године. Чим су Црвени Кмери осовјили власт 1975. године, њихови војници су напали вијетнамска острва Фу Квок и То Чау побивши притом око 500 Вијетнамаца. Током владавине Црвених Кмера вршени су прогони Вијетнамаца унутар Камбоџе, па је влада Вијетнама од 1978. почела да финансира герилце дуж камбоџанске источне границе.
Новембра 1978. године, провијетнамски вођа Црвених Кмера, Ворн Вет, извео је неуспешан државни удар, након чега је ухапшен, мучен и убијен. Ускоро су у Вијетнам пребегли десеци хиљада камбоџанских и вијетнамских избеглица.
Најјача организација коју је финансирао Вијетнам био је Уједињени фронт народног спаса Кампућије, основан 3. децембра 1978. године. Фронт народног спаса убрзо је стекао велику популарност међу избеглим Кмерима.
Вијетнам је 22. децембра 1978. године покренуо велику офанзиву с намером да сруше владу Демократске Кампућије. Вијетнамска армија ушла је у главни град Пном Пен 7. јануара 1979. године. Приликом повлачења, Црвени Кмери палили су за собом поља риже, последица чега је била епидемија глади која је трајала до средине 1980-их.

## Народна република
До 10. јануара 1979, армија Демократске Камупћије била је поражена, а Фронт народног спаса прогласио је Народну Републику Кампућију. Нова влада била је просовјетски оријентисана и примала је материјалну помоћ од Вијетнама. НР Кина се од почетка ангажовала против новопрокламоване владе због тога што су са власти били свргнути прокинески Црвени Кмери, у чему их је подржала и влада Сједињених Држава, која се још увек сећала понижавајућег повлачења и пораза у Вијетнамском рату.
Упркос мањку подршке у остатку света и вијетнамском патронату, већина становника Камбоџе одушевљено је поздравила владу Фронта народног спаса, срећна због завршетка бруталне владавине Црвених Кмера. Иако је вијетнамска армија по доласку у испражњени Пном Пен извршила транспорт одређених добара у Вијетнам, њена улога била је веома значајна у изградњи и оспособљавању институција Кампућије после Црвених Кмера.
Вођа НР Кампућије постао је Хенг Самрин, а владајућом партијом проглашена је новоформирана Народна револуционарна партија Кампућије. Нова влада наставила је са изградњом социјализма у Камбоџи, али је одбацила Маоизам, који је био темељна идеологија прокинеских Црвених Кмера. Такође је уско сарађивала са Совјетским Савезом и била члан Савета за узајамну економску помоћ.
Једна од првих корака у рестаурисању државе била је већа толеранција према будизму као државној религији у Камбоџи. Будистичким монасима у одређеној је мери дозвољено да практикују духовни живот. Нова влада обновила је преко 700 будистичких храмова, од укупно 3.600 разрушених или тешко оштећених од стране Црвених Кмера.
Пошто су Црвени Кмери истребили велик број интелектуалаца, влада НР Кампућије слала је велик број грађана на школовање у земље Источног блока. Влада је током целог свог постојања имала проблема са мањком партијских кадрова, бирократа и техничара.
За потребе властитог легитимитета, нова власт је отварала јавне изложбе људских лобања и музеје у којима су приказивани ужаси које су починили Црвени Кмери. „Дан мржње“ према Црвеним Кмерима био је дан у години када је Фронт народног спаса посебно подсећао становнике на владавину Црвених Кмера.

### Грађански рат
Од 1980. године, преостали Црвени Кмери у западним подручјима Камбоџе почели су са регруписањем уз материјалну помоћ САД. Додатну помоћ Црвеним Кмерима пружили су амерички савезници у региону, Тајланд, Сингапур и Малезија. Кмерски напади током сваке године одвијали су се за време кишне сезоне, а вијетнамске офанзиве за сушне сезоне. Године 1982. Вијетнам је покренуо безуспешну офанзиву против Црвених Кмера. Све чешће присуство Вијетнамаца у свакодневном животу Кмера потакло је стварање антивијетнамске атмосфере.
Године 1986, службени Ханој објавио је повлачење вијетнамских трупа из НР Кампућије. Повлачење трупа убрзано је током 1989/'90., услед економско-политичких промена у Источном блоку.

## Држава Камбоџа (1989—1993)
Народна скупштина Кампућије састала се 29. и 30. априла 1989. године, на захтев тадашњег премијера Хун Сена, и изгласала одређене промене у уставу. Име државе промењено је у Држава Камбоџа, на заставу додана плава боја, уведена нова химна, а будизам проглашен државном религијом.
На економском плану су такође извршене промене, па је уведено право на приватно власништво и слободно тржиште. Новим уставом Камбоџа је постала неутрална и несврстана земља, но и даље је била једнопартијска држава. Кинеска мањина у Камбоџи је од 1989. добила већа права, те им је дозовљено да наставу у школама слушају на кинеском језику.
Убрзани су и мировни преговори камбоџанске владе са Црвеним Кмерима. Париским договорима 1991. завршен је грађански рат, а за 1993. је одређено да се у Камбоџи одрже слободни избори под покровитељством Уједињених нација. С тим је циљем у Камбоџи фебруара 1992. године успостављена Прелазна влада Уједињених нација у Камбоџи. Године 1993. проглашена је Краљевина Камбоџа.